# پایانه فروش
پایانه فروش (به انگلیسی: Point of sale) در مجموعه سخت‌افزارهای بانکی و سیستم‌های پرداخت، پایانه‌های فروش یا کارتخوان سیار (POS) دستگاهی است که از طریق ارتباط تلفنی یا شبکه‌ای، به سیستم بانکی امکان انتقال خودکار مبلغ خرید از حساب فروشنده را فراهم می‌سازد. دستگاه‌های پایانه فروش علاوه بر امکان پرداخت، دارای عملکردهای مختلفی از جمله اعلام موجودی، دریافت صورتحساب، امکان انصراف از خرید و گزارش روزانه است، که صاحبان آن را از مزایای شعبه کوچک بانکی برخوردار می‌کند.
کلمه (مخفف انگلیسی: POS) مختصر شده (به انگلیسی: Point of Sale) یا «نقطه فروش» است و به صندوق‌های فروشگاهی اطلاق می‌شود؛ که در خروجی‌های فروشگاهها، رستوران‌ها، هتلها و نظایر آن برای دریافت وجوه مشتری به کار گرفته می‌شود. پوز در مفهوم عام‌تر می‌تواند به محلی که برای این کار اختصاص یافته، اطلاق شود و در مفهوم اختصاصی می‌تواند به معنای دستگاهی باشد که این کار را انجام می‌دهد (صندوق مکانیزه).
اولین پایانه فروش مجهز به میکروکنترلر توسط ویلیام بروبک در سال ۱۹۷۴ ساخته و در فروشگاه مک دونالد به کار گرفته شد. این دستگاه از میکرو پروسسور اینتل ۸۰۰۸ بهره می‌گرفت.
روی این دستگاه به ازای انواع غذاها، یک کلید مخصوص کار گذاشته شده بود و دارای کلیدهای رقمی برای تعیین تعداد سفارش بود.
در ایران بحث استفاده از پایانه فروش، برای اولین بار در فروشگاه‌های زنجیره‌ای شهروند و اندکی بعد در فروشگاه‌های زنجیره‌ای رفاه مطرح شد و سیستم‌های ارائه شده در دهه هفتاد در آن فروشگاه‌ها اجداد نسل جدید این پایانه‌های سرویس هستند.
از سال ۱۳۸۴، موضوع اتصال پایانه فروش به کارت خوان بانکی توسط دو شرکت پرداخت الکترونیکی تجارت الکترونیک، پارسیان و پرداخت الکترونیک سامان در دستور کار قرار گرفت.
دستگاه پوز (بی‌سیم) که توسط سیمکارت اتصال gprs/4g به شبکه بانکی متصل می‌شوند، قابلیت اتصال به دو حساب همزمان و جا به جایی در سراسر کشور بدون هیچ گونه محدودیتی را دارا می‌باشند. این دستگاه‌ها کوچک، سبک و قابل حمل می‌باشند.
دستگاه‌های کارتخوان ثابت، توسط خط تلفن یا lan wifi به شبکه بانکی متصل می‌شوند و از نظر جا به جایی دارای محدودیت می‌باشند و عملکرد و سرعت تراکنش آن‌ها نسب به دستگاه‌های کارتخوان سیار، کمی ضعیف‌تر می‌باشد.
در دستگاه‌های کارتخوان سیار با قرار دادن یک عدد سیم‌کارت فعال، امکان تراکنش فراهم می‌شود.
از این دستگاه‌ها در فروشگاه‌هایی که سیستم‌پخش سیار دارند و همچنین سیستم پخش مویرگی و شرکت‌های پخش و مکان‌هایی که سایر خطوط ارتباطی در دسترس نیستند، استفاده می‌شود.
از ویژگی‌های کارتخوان‌های سیار می‌توان به قابل حمل بودن و عدم محدودیت مکانی و همچنین سرعت بالای تراکنش و باتری‌های قابل شارژ با عمر طولانی اشاره کرد.
در حال حاضر شرکت‌هایی مانند به پرداخت ملت، کارت اعتباری ایران کیش، فن آوا کارت و آسان پرداخت و … مشغول ارائه خدمات در این رابطه می‌باشند.

## انواع پایانه فروش از نظر بستر ارتباطی
1-Dial-up POS: ارتباط در این گونه از پایانه‌ها در بستر Dial (خط تلفن) می‌باشد.
به کارت خوان ثابت هم معروف هستند. معمولاً سرعت پایین (بیشتر از ۱۰ ثانیه به هر تراکنش) دارند.
2-GPRS POS: دستگاه پایانه سیار، نسل جدیدی از دستگاه‌های کارتخوان است که با استفاده از خدمات سامانه تلفن همراه به شبکه بانکی متصل شده و تراکنش را با استفاده از سرویس‌های بستر GPRS یا اینترنت موبایل انجام می‌دهد.
در این گونه پایانه‌ها با قراردادن یک عدد سیم کارت امکان انجام تراکنش مهیا می‌باشد.
- کاربرد

- درفروشگاه‌های بزرگ که سیستم پخش سیار (Delivery) دارند.
-در سیستم‌های توزیع مویرگی یا شرکت‌های پخش.
- در محل‌هایی که دسترسی به سایر خطوط ارتباطی به سهولت امکان‌پذیر نیست.
- ویژگی‌ها

- قابل حمل بودن دستگاه و عدم محدودیت مکانی
- سرعت بالای تراکنش
- قابلیت استفاده از باتری شارژی با عمر بالا
3-LAN POS :
نسل جدیدی از پایانه‌های فروش است که قادر به ارسال و دریافت اطلاعات از طریق بسترهای شبکه محلی (LAN) و با سرعت تراکنش بسیار بالا است.
کاربرد
- استفاده در مکان‌هایی که سرعت بالای تراکنش به علت تعدد مشتریان (کمتر از ۲ ثانیه) اهمیت دارد. (فروشگاه‌های بزرگ)
- استفاده در مکان‌هایی که دسترسی به خط تلفن مقدور نیست (مانند مراکز جهانگردی).
- راه‌اندازی چند پایانه به موازات هم بدون استفاده از تلفن یا حداکثر با استفاده از یک خط تلفن

ویژگی‌ها
- سرعت بالا در تراکنش (کمتر از ۲ ثانیه)
- کاهش مغایرت‌های احتمالی
- انجام تراکنش بدون نیاز به خط تلفن
- انجام تراکنش با استفاده از بستر اینترنت

4- Bluetooth POS :
این نوع پایانه از یک پایه و یک کارتخوان تشکیل شده‌است که قادر است تا شعاع ۲۵ متری، عملیات تراکنش را بر پایه تکنولوژی بلوتوث انجام دهد.
کاربرد
- رستوران‌ها
- مراکز دارای فعالیت‌های گوناگون در یک مکان
- مراکز دارای صندوق‌های متعدد
- ارائه خدمات VIP برای مشتریان

### ۵-فروشگاهی (PC-POS)
این نوع از پایانه، با اتصال به انواع نرم‌افزارهای فروشگاهی، مرحله ورود مبلغ توسط مشتری یا صندوق‌دار را حذف کرده و از بسیاری از خطاهای انسانی، جلوگیری می‌کند.
مبلغ از طرف نرم‌افزار فروشگاهی روی پوز می‌افتد و مشتری فقط رمز را وارد می‌کند.

#### ۶-همراه (M-POS)
نسل جدیدی از دستگاه‌های کارتخوان با ابعاد بسیار کوچک و جیبی است که با استفاده از اپلیکیشن آپ، خدمات پرداخت را انجام می‌دهد. این نوع پایانه دارای رسید کاغذی نیست و تاییدیه پرداخت توسط پیامک ارسال می‌شود.

##### ۷-بیسیم (Wi-Fi)
این نوع از پایانه، برای برقراری اتصال نیازمند اینترنت Wi-Fi است که در یک محدودهٔ تقریباً ۳۰ متری قابل استفاده به صورت سیار است.
این مدل کارت خوان دارای باتری و مناسب رستوران‌ها و مراکز خرید می‌باشد.
ویژگی‌ها
- راحتی و رفاه بیشتر در پرداخت وجوه توسط مشتریان
- جلوگیری از تراکم افراد در کنار صندوق‌های پرداخت
- عدم نیاز به اتصالات مخابراتی اضافی